# Hexatoma nigroantica
Hexatoma nigroantica är en tvåvingeart som beskrevs av Alexander 1957. Hexatoma nigroantica ingår i släktet Hexatoma och familjen småharkrankar. Inga underarter finns listade i Catalogue of Life.